# Laura Lazzari
Laura Lazzari (Bolzano, 7 febbraio 1975) è un'ex cestista italiana.
Ala di 180 cm, ha giocato in Serie A1 con Priolo e Bolzano e in A2 con Pontedera e Bolzano.

## Statistiche
Dati aggiornati al 20 settembre 2011
| Stagione        | Squadra                   | Competizione | Partite | Partite | Partite | Statistiche tiro | Statistiche tiro | Statistiche tiro | Altre statistiche | Altre statistiche | Altre statistiche | Altre statistiche | Altre statistiche |
| Stagione        | Squadra                   | Competizione | Pres.   | Titol.  | Minuti  | Tiri da 2        | Tiri da 3        | Liberi           | Rimb.             | Assist            | Rubate            | Stopp.            | Punti             |
| --------------- | ------------------------- | ------------ | ------- | ------- | ------- | ---------------- | ---------------- | ---------------- | ----------------- | ----------------- | ----------------- | ----------------- | ----------------- |
| 2002-2003       | Acer Priolo               | Serie A1     | 20      |         | 299     | 10/30            | 5/38             | 19/22            | 18                | 3                 | 14                |                   | 54                |
| 2005-2006       | Lenzi Profexional Bolzano | Serie A1     | 30      | 12      | 641     | 31/85            | 29/91            | 30/46            | 42                | 15                | 23                | 4                 | 179               |
| 2006-2007       | Castellani Pontedera      | Serie A2     | 14      | 2       | 300     | 15/35            | 13/34            | 23/32            | 28                | 6                 | 17                | 1                 | 92                |
| 2007-2008       | Lenzi Profexional Bolzano | Serie A2     | 30      | 24      | 883     | 41/91            | 48/150           | 53/66            | 80                | 30                | 56                | 0                 | 279               |
| 2008-2009       | Iveco Bolzano             | Serie A2     | 28      | 25      | 813     | 17/71            | 56/156           | 41/50            | 51                | 22                | 44                | 5                 | 243               |
| 2009-2010       | Iveco Lenzi Bolzano       | Serie A2     | 28      | 28      | 864     | 19/70            | 68/205           | 46/65            | 62                | 29                | 60                | 6                 | 288               |
| 2010-2011       | Iveco Lenzi Bolzano       | Serie A2     | 31      | 28      | 651     | 11/43            | 39/130           | 22/30            | 48                | 10                | 41                | 7                 | 161               |
| Totale carriera |                           |              |         |         |         |                  |                  |                  |                   |                   |                   |                   |                   |